# نکرون
نِکرُون (به انگلیسی: Nekron) یک شخصیت خیالی شرور بزرگ در کتاب‌های کامیک آمریکایی منتشر شده توسط دی‌سی کامیکس است. این شخصیت توسط مایک دبلیو. بار، لن وین و جو استتن خلق شده‌است و برای اولین بار به عنوان تجسم مرگ و تاریکی، در شمارهٔ ۲ از مجموعه کمیک داستان‌های سپاه فانوس سبز (ژوئن ۱۹۸۱) حضور پیدا کرد. او توانایی گرفتن یا بازگرداندن زندگی به‌طور دلخواه را دارد، و تا به حال به احیای زندگی بسیاری از ابرقهرمانان در گذشته کمک نموده است. نکرون اخیراً تبدیل به رهبر و مؤسس سپاه فانوس سیاه شده‌است، و بدین سبب به عنوان منادی کمیک تاریکترین شب محسوب می‌شود.

## توانایی‌ها و قدرت‌ها
محدودیت‌های توانایی نکرون ناشناخته هستند. بر طبق گفته‌های جف جانز او قوی‌ترین نیروی تاریک در دنیای دی‌سی محسوب می‌شود. همچنین قدرت فیزیکی او با زندگی‌هایی که می‌گیرد افزایش پیدا می‌کند. نکرون در نقش فرمانروای مردگان، قادر به احیای اجساد و تبدیل آن‌ها به زامبی‌هایی است که به‌طور کامل تحت کنترلش هستند. او دارای لمس مرگبار می‌باشد و لمس دست نکرون بواسطهٔ نیروهای فراطبیعی، باعث مرگ هر موجود فانی خواهد شد. از دیگر قدرت‌های او می‌توان به شلیک نیرویی تحت عنوان «دارک لایتنینگ» از دست‌هایش اشاره کرد. این شلیک به اندازه‌ای قدرتمند است که قادر به صدمه و حتی از بین بردن نگهبانان کیهان می‌باشد. این شلیک با وجود اینکه قدرت تخریب بسیار بالایی دارد، اما غیرقابل توقف نیست. زن شگفت‌انگیز توسط دست‌بندش قادر به خنثی کردن آن بود، اگرچه نیروی عظیم آن باعث پرتاب او به گوشهٔ اتاق شد.
از آنجایی که او به معنای واقعی درک انسان‌ها زنده نیست و دارای روح نمی‌باشد، در حقیقت قادر به کشته شدن نیست. بدین سبب شکست دادن او کار بسیار دشواری است و شخصیت ابرقدرتی همانند اسپکتر نیز در مقابل او ناتوان بود، و حتی اگر شکست هم بخورد به سادگی به سرزمین مردگان باز خواهد گشت. نکرون همچنین دارای پایداری باورنکردنی و قدرت دگرگونی واقعیت در مقیاس سیاره‌ای است، به طوری که قادر به مقاومت در برابر شلیک‌های شخصیت بد ذات آنتی-مانیتور و روانه نمودن او به جهان پادماده بود.
با وجود تمام توانایی‌های ذکر شده، نکرون دارای یک نقطه ضعف بزرگ است، و آن عدم وجود او در این جهان است. به منظور تعامل مناسب و درست با انسان‌های فانی، او نیاز به یک ارتباط میان زمین جدید با سرزمین مردگان است، همانند گسستن فضازمان یا پیوند با فردی فانی مانند بلک هند.